# Gopherus morafkai
Gopherus morafkai là một loài rùa trong họ Testudinidae. Loài này được Murphy, Berry, Edwards, Leviton, Lathrop & Riedle mô tả khoa học đầu tiên năm 2011.